# Joaquín Murillo Pascual
Joaquín Murillo Pascual (Barcelona, 27 de febrer del 1932 - Saragossa, 10 de gener de 2009) fou un jugador català de futbol que ocupava la demarcació de davanter i que destacà per la seva capacitat golejadora.

## Trajectòria
Format al CE Europa de la seva ciutat natal, va arribar al Reial Valladolid l'any 1954, i hi va disputar 3 temporades fins que va fitxar pel Reial Saragossa amb el qual marcaria 113 gols en 178 partits oficials entre Lliga, Copa del Rei i Copa de Fires. Els seus 88 gols en lliga el converteixen en el màxim golejador de la història del club aragonès en aquesta competició. Després d'un encontre amb el seu entrenador en el Real Zaragoza fitxà per la UE Lleida. Amb 132 gols, fou el màxim golejador català a primera divisió, fins que fou superat per Raúl Tamudo.
El seu germà Bartolomé Murillo Pascual també fou futbolista.

## Palmarès
- Copa de Fires: 1 (1964)
- Copa del Rei: 1 (1964)